# 중심화
심리학에서 중심화는 특정 상황에서 한 가지 핵심적 요소에만 주목하고 관련된 다른 요소들은 무시하는 경향을 일컫는다. 스위스의 심리학자 장 피아제가 인지발달이론을 통해 도입한 이 개념은 전조작기에 주로 등장하는 행동이다. 피아제는 자아중심주의가 중심화 현상의 원인임을 주장했다.

## 같이 보기
- 보존 개념